# Zebrasoma xanthurum

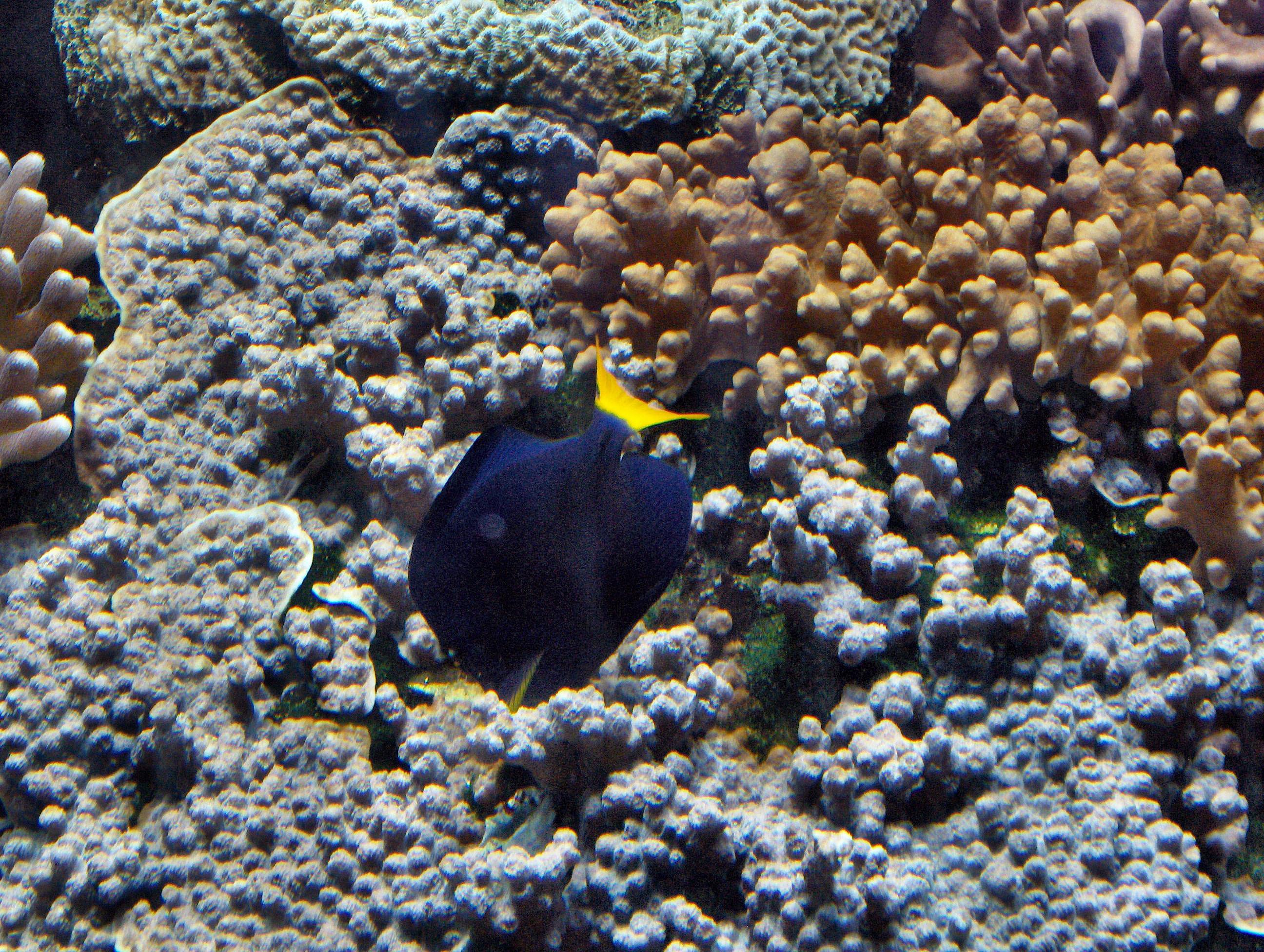
Zebrasoma xanthurum al Museu Oceanogràfic de Mònaco

Zebrasoma xanthurum és una espècie de peix pertanyent a la família dels acantúrids.

## Descripció
- Pot arribar a fer 22 cm de llargària màxima (normalment, en fa 10).[3]

## Alimentació
Hom creu que menja algues.

## Depredadors
És depredat per Cephalopholis argus.

## Hàbitat
És un peix marí, associat als esculls i de clima tropical (24 °C-28 °C; 31°N-14°S, 34°E-81°E) que viu entre 0-20 m de fondària (normalment, entre 2 i 20).

## Distribució geogràfica
Es troba des del mar Roig fins al golf Pèrsic. També és present a les Maldives.

## Observacions
És inofensiu per als humans.